# Zanomys ochra
Zanomys ochra là một loài nhện trong họ Amaurobiidae.
Loài này thuộc chi Zanomys. Zanomys ochra được miêu tả năm 1972 bởi Leech.